# Relations entre l'Algérie et l'Iran
Les relations entre l'Algérie et l'Iran se réfèrent aux relations bilatérales, diplomatiques et culturelles entre la République algérienne démocratique et populaire et la République islamique d'Iran. 

## Présentation
L’Algérie est l’une des rares nations arabes et sunnites qui entretient des relations amicales avec l’Iran en dépit du fait que l’Algérie soit majoritairement sunnite tandis que l’Iran est majoritairement chiite. Cependant, bien qu’elles jouissent d’une relation cordiale, les relations entre les deux pays ont parfois été tendues, avec la guerre civile algérienne des années 1990 et la situation actuelle du monde arabe envers l’Iran. Néanmoins, l’Algérie reste proche et amicale avec l’Iran en raison de sa neutralité aux dépens de l’Arabie saoudite.

### Représentations officielles
L’Algérie a une ambassade à Téhéran tandis que l'Iran a une ambassade à Alger.

### Conquête islamique
La dynastie rostémides, une célèbre dynastie islamique ibadisme en Algérie, était d’origine persane, fondé par Ibn Rustom.

### Relations modernes
Après l’indépendance de l’Algérie, l'État Impérial d'Iran établit des relations avec l’Algérie, mais en raison de son éloignement et de son manque d’intérêts, l’Algérie et l’Iran entretiennent alors des relations quelque peu modestes.
Lorsque la révolution iranienne a renversé le Shah et remplacé par une République théocratique, l’Algérie a servi de représentant des intérêts de l’Iran aux États-Unis de 1981 jusqu’à la guerre civile algérienne.
En 1975, l'Iran et l'Irak, ont accepté la médiation algérienne à propos du différend qui opposait les deux pays sur la démarcation de la voie fluviale frontalière de Chatt-el-Arab. En vertu des accords d'Alger, les deux pays obtinrent un partage de souveraineté sur ce fleuve. 
L'Algérie a mené la médiation pour la libération des 52 diplomates et membres du personnel civil de l'ambassade américaine détenus à Téhéran en 1979. Ainsi, après plusieurs jours passés à la merci des ravisseurs, les otages en question ont pu retrouver leur liberté grâce à l’intervention diplomatique de l’Algérie menée par le défunt Mohamed Seddik Benyahia en 1981. La crise des otages américains en Iran a duré 444 jours, entre le 4 novembre 1979 et le 20 janvier 1981

### Guerre civile algérienne
Pendant la guerre, l’Algérie a accusé l’Iran, aux côtés de l’Arabie saoudite, le Maroc, le Soudan et de la Libye, de s’être immiscée dans le conflit et de soutenir le Groupe islamique armé d’Algérie qui a fait plus de 200 000 morts. L’Iran s’est avéré avoir utilisé le Soudan comme transit soutenant secrètement les rebelles.
Chadli Bendjedid alors président de l’Algérie, ne voulant pas que son pays devienne l’autre Iran, réprime les islamistes, soutenus par l’Arabie saoudite et la République Islamique d'Iran. Ces relations de point bas ont poussé l’Algérie à céder sa mission de représentation des intérêts de l’Iran aux États-Unis en réponse au soutien de l’Iran au GIA. Le Pakistan a par la suite remplacé l’Algérie comme représentant des intérêts de l’Iran.

### Depuis les années 2000
Depuis la fin de la guerre civile, l’Algérie et l’Iran ont rétabli leurs relations bilatérales en dépit de la méfiance des élites du pouvoir Algérien et de la population à la suite des immiscions de l’Iran dans la guerre civile algérienne. Les échanges de visites se sont multipliés. Le président algérien Abdelaziz Bouteflika visite Téhéran en 2003, avant de recevoir le président Mohammad Khatami à Alger en 2004, et le président Mahmoud Ahmadinejad en 2007 et 2010,,.
Néanmoins, malgré les préoccupations et les méfiances historiques, l’Algérie et l’Iran partagent toujours des points de vue similaires. L’Algérie et l’Iran se sont opposés à l’armement des groupes d’opposition en Syrie au milieu de la guerre civile syrienne et à l'offensive au Yémen. 
Bien que l’Iran ne soit pas directement impliqué dans ces guerres, l’Algérie a appelée à des médiations totales et à des cessez-le-feu. L’Algérie est l’une des rares nations Arabe qui est prête à coopérer avec la République Islamique d'Iran.
L’Algérie entretient une relation culturelle forte avec l’Iran, héritage de sa neutralité. Le lien économique entre les deux nations se développe également de manière positive, ouvre la voie à un partenariat plus profond entre les deux nations.
Le président iranien Ebrahim Raïssi est arrivé à Alger le 2 mars 2024, pour une première pour un président iranien depuis 14 ans. Cette visite s'inscrit, d'un côté, pour prendre part au 7e sommet du Forum des pays exportateurs de gaz, et d'un autre côté, pour renforcer et développer les relations Iran-Algérie,.
Le 3 mars 2024, le président algérien, Abdelmadjid Tebboune, a réservé au siège de la Présidence de la République, un accueil officiel au président iranien, Ebrahim Raïssi. À cette occasion plusieurs accords de coopération et de protocoles d’accord ont été signés dans différents domaines tels que l’économie de la connaissance et des start-ups, le tourisme, la culture, les médias et le sport.